# Phorotrophus flavus
Phorotrophus flavus är en stekelart som först beskrevs av Per Abraham Roman 1910.  Phorotrophus flavus ingår i släktet Phorotrophus och familjen brokparasitsteklar. Inga underarter finns listade i Catalogue of Life.